# جيفري بانكس
جيفري بانكس (بالإنجليزية: Jeffrey Banks)‏ هو مصمم أزياء أمريكي، ولد في 3 مارس 1955 في واشنطن العاصمة في الولايات المتحدة.